# Garantie des catastrophes technologiques
La garantie des catastrophes technologiques est en France une garantie légale obligatoire. Elle a été instituée par la loi « Risques » du 30 juillet 2003 (no 2003-699) et son décret d'application no 2005-1466 du 28 novembre 2005 à la suite de la catastrophe de l'usine AZF de Toulouse.

## Les articles
« Art.L128-2 : les contrats souscrits par toute personne physique en dehors de son activité professionnelle et garantissant les dommages aux corps de véhicules terrestres à moteur, ouvrent droit à la garantie de l'assuré pour les dommages résultant des catastrophes technologiques affectant les biens faisant l'objet de ces contrats. » L'application de cette garantie dépend de la parution d'un arrêté constatant l'état de catastrophe technologique au journal officiel. 
« Art. L. 128-1. - En cas de survenance d'un accident dans une installation relevant du titre Ier du livre V du code de l'environnement et endommageant un grand nombre de biens immobiliers, l'état de catastrophe technologique est constaté par une décision de l'autorité administrative qui précise les zones et la période de survenance des dommages auxquels sont applicables les dispositions du présent chapitre. « Les mêmes dispositions sont applicables aux accidents liés au transport de matières dangereuses ou causés par les installations mentionnées à l'article 3-1 du code minier. Sauf le nucléaire qui a une réglementation à part

## Fonctionnement
En pratique, avant il fallait que chaque victime fasse une demande à l’assureur de l’industriel responsable de ces dommages. Cela entraînait des délais de traitement longs.
Avec cette nouvelle garantie, les victimes sont indemnisées directement par leurs assureurs à charge pour eux d’établir un recours.
L'indemnisation est versée dans la limite des garanties du contrat d'assurance souscrit.
On peut demander l’indemnisation soit directement à son assureur soit au fonds de garantie